# Santuario de la Virgen de Bendueños
El Santuario de la Virgen de Bendueños, también llamado de Nuestra Señora de Bendueños, es un lugar de culto de la Iglesia católica situado en la localidad de Bendueños (concejo de Lena), en la zona central de Asturias. Se encuentra camino del sur, hacia el puerto de Pajares por la N-630, a unos 5 km de Pola de Lena, por lo que fue una de las paradas más socorridas de los peregrinos que hacían el Camino de Santiago desde León pasando por Oviedo.
Se trata de un santuario de estilo gótico, fundado el año 905, cuando el 20 de enero de ese año el rey Alfonso III y la reina doña Jimena donaron una serie de monasterios a la Iglesia de Oviedo, entre ellos el de Bendueños. Sobre los cimientos del primitivo templo prerrománico se construyó una estructura que tiene parte del medievo tardío, y en el siglo XVI se construyó el actual santuario sobre los restos anteriores. Sobre este, a su vez, se añadieron diferentes compartimentos como la sacristía, altares colaterales, campanario, etc. Separada del santuario por pocos metros hacia el norte, frente al pórtico principal, está la «Casa de novenas», que habitaba un ermitaño cuidador del santuario y daba ayuda a los peregrinos. Se amplió de forma importante en el año 1741.
El santuario tuvo una de las primeras «cofradías sacerdotales», y en él se reunían los párrocos de lugares cercanos —y algunos lejanos—, para mejorar su vida humana, intelectual y moral, así como recibir el sacramento de la confesión, para lo que se construyó un altillo en la zona este que hacía las funciones de sala de reuniones y fue llamada la «Casa de la cofradía».  El santuario estuvo muy ligado al monacato benedictino, pues había cinco de ellos en los alrededores del santuario, cuyos monjes y abades lo frecuentaban.

## Ermita o santuario
En el ambiente local y nacional existe una tendencia a magnificar las llamadas «ermitas menores» para convertirlas, de buena fe, en santuarios, cuando realmente no lo son. Para diferenciar, cosa no fácil, una ermita de un santuario, es necesario tener en cuenta lo que la Iglesia católica dice acerca del asunto. Concretamente, el Canon 1230 dice:

(...) con el nombre de santuario se designa una iglesia u otro lugar sagrado al que, por motivo particular de piedad, acuden en peregrinación numerosos fieles, con la aprobación del Ordinario del lugar.
Código de Derecho Canónico.

 Que, si bien no establece una rígida diferencia, da una pauta a seguir para denominar a estos centros de peregrinación de una forma u otra. Ambas condiciones se cumplen en este templo por lo que es considerado santuario.

## Emplazamiento

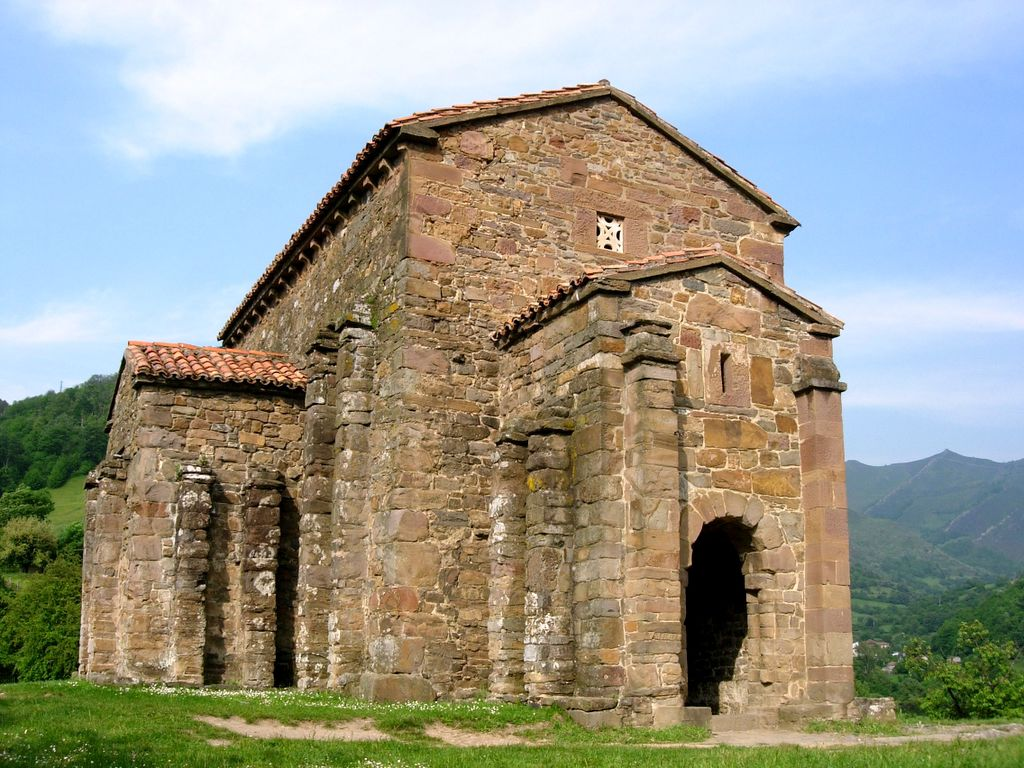
La joya del prerrománico asturiano, Santa Cristina de Lena, se encuentra muy próxima al Santuario de la Virgen de Bendueños.

El santuario se empezó a construir en el que era el inmenso concejo de Lena, ya que sus vertientes de «Lena de Suso» estaban situadas entre los ríos Pajares y Huerna, y la de «Lena de Yuso» alcanzaba desde Mieres hasta Agueria y Olloniego, por lo que era llamado el «Conceyón». En la actualidad es más pequeño. En 2010 el concejo de Lena contaba con unos 12 400 habitantes, 26 parroquias, 5 de ellas consagradas a la Virgen María, y un monumento de hierro colado de la Inmaculada Concepción, que data de 1904, costeado y construido por los vecinos de Carabanzo y situado en el «Cuitu Ramón», pico donde convergen los concejos de Aller, Mieres y Lena. En el concejo también hay diez ermitas marianas, lo que da una idea de la gran devoción de los «lenenses» a la Virgen María en cualquiera de sus muchas advocaciones. La joya del prerrománico asturiano, Santa Cristina de Lena, que es universalmente conocida por la belleza y esbeltez de sus formas arquitectónicas, se encuentra muy próxima al Santuario de la Virgen de Bendueños, lo que añade un aliciente más a la zona que rodea el santuario. Entre los personajes ilustres que han nacido en el concejo, especialmente en el ámbito eclesiástico, figura el que fuera obispo de Valladolid, Fernando Blanco Llorente, y que, junto con otras personas, representó a España en el Concilio Vaticano I que convocó el papa Pío IX en 1869.

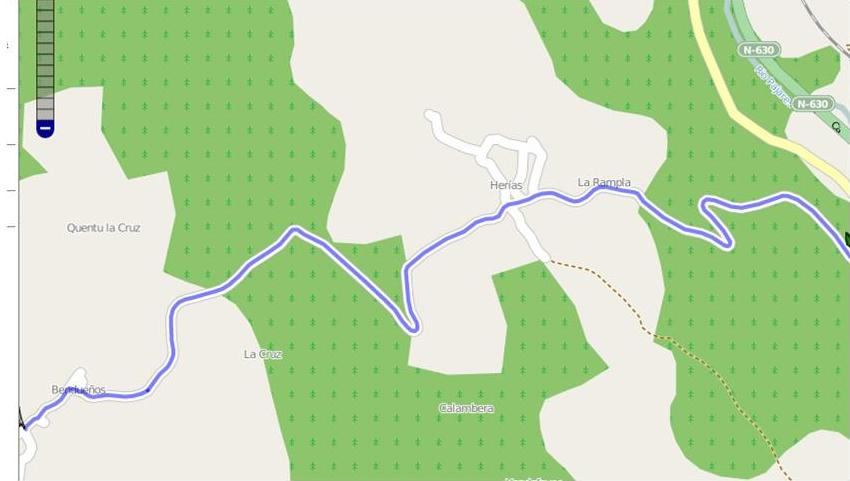
Plano de planta de la subida al santuario.

El santuario está situado en la embocadura del valle del río Huerna, en la vertiente orientada al norte y a una considerable altura sobre la que fue la antigua área de peaje de Campomanes de la autopista Ruta de la Plata  AP-66  —también conocida como «autopista del Huerna»—, que fue eliminada y trasladada a la zona de la cola del embalse de Barrios de Luna, en la provincia de León. El acceso en vehículo al santuario se hace por una carretera asfaltada, pero de gran pendiente, que parte de la N-630 a unos 2 km después de pasar el pueblo de Campomanes en dirección al puerto de Pajares, en un desvío que hay a la derecha de esta carretera, a la altura de  La Barraca (La Frecha). A este empinado acceso se le ha dado tradicionalmente el nombre de «camino del milagro», si bien no está muy claro el origen y motivo de tal nombre. Una cruz de piedra y un cartel, situados a unos cientos de metros antes de llegar al santuario, invitan al peregrino a rezar una Salve a la Virgen de Bendueños. Pertenece a la parroquia de Herías, en el partido judicial y concejo de Lena, y como ya en la Edad Media era uno de los puntos situados en la Ruta Jacobea que, pasando por Oviedo, iba de León a Santiago de Compostela,  su fama era tal entre los peregrinos que cantaban:

En Quirós la Virgen de Alba, en Lena la de Bendueños, y en el concejo de Riosa, la Virgen de los Remedios.

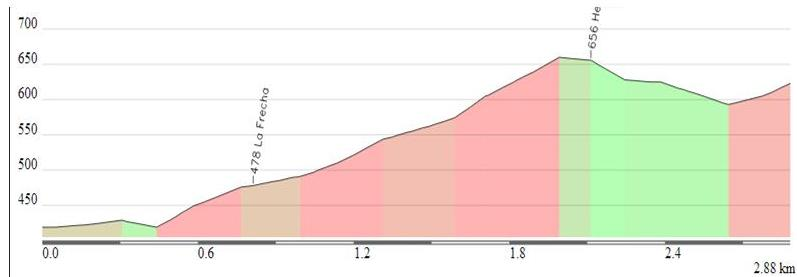
Plano del perfil de subida al santuario.

El santuario también fue sede de la «cofradía sacerdotal» tan conocida por los sacerdotes y frailes de la zona de Asturias incluso de pueblos de la zona norte de León. Los datos de esta cofradía están tratados más ampliamente en el artículo Cofradía sacerdotal del Santuario de la Virgen de Bendueños.
Otra de las entradas de esa ruta era por Puerto Pinos, siguiendo por Telledo y San Antolín, teniendo un descanso casi obligado en Bendueños, pues el santuario disponía de una «casa de peregrinos», también llamada «casa de las novenas».

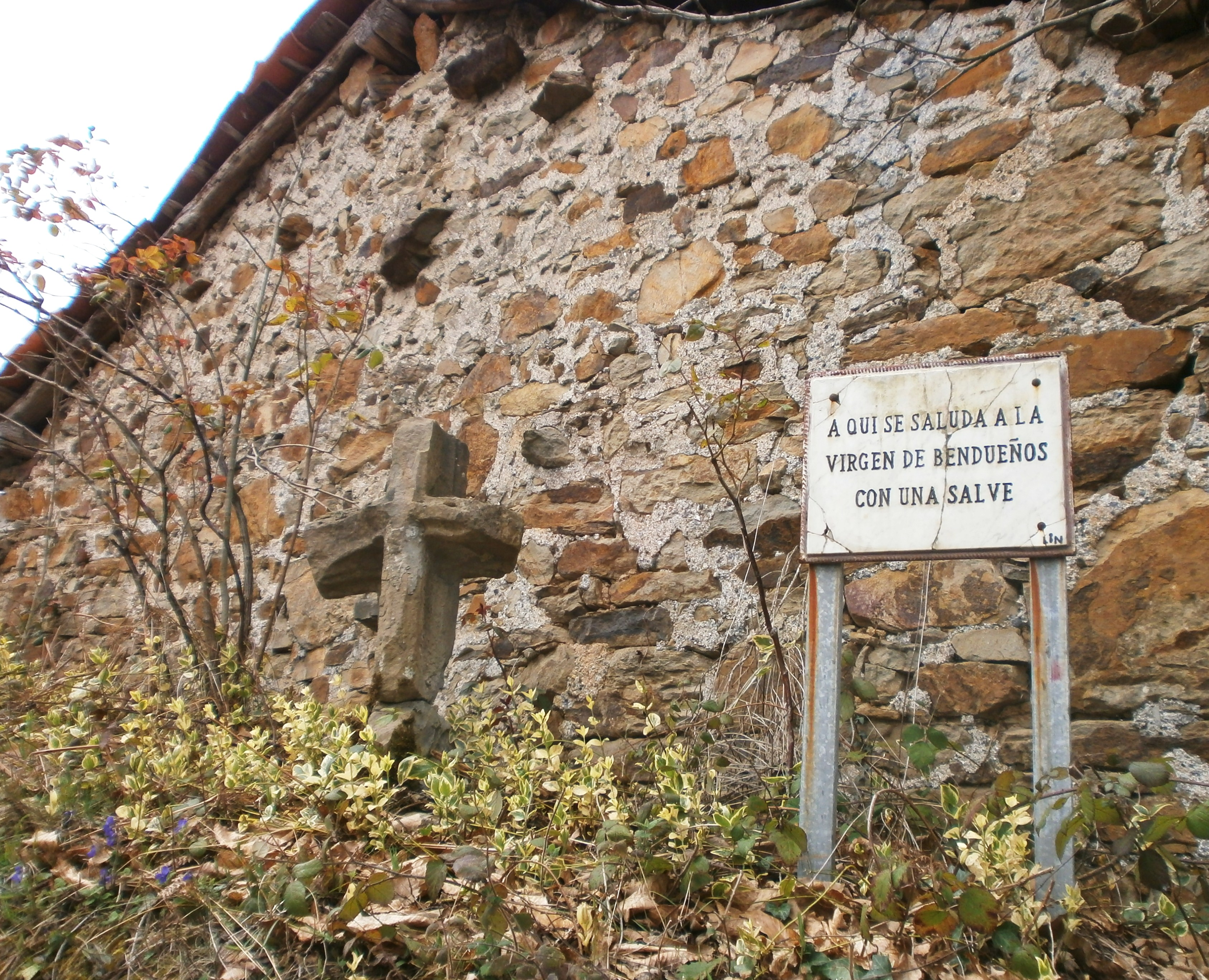
Crucero de bienvenida.

Para los andariegos y senderistas que deseen visitar el santuario haciendo el camino a pie, es necesario saber que este recorrido tiene la designación «PR n.º AS-86», es ruta circular y discurre desde Campomanes por Malvedo donde dicen que se alojó el ingeniero francés Eiffel cuando se construyó el Puente de los Fierros, justo en el comienzo del puerto de Pajares, a Casorvida, Herías, Bendueños, pequeño pueblo que está al mismo nivel que el santuario del que lo separa un camino de unos 400 m, el Santuario, y finalmente, otra vez a Campomanes. Los datos más relevantes de esta ruta son: distancia, 10,56 km;  dos a tres horas de duración; desnivel, 400 m; dificultad media, 3 (sobre 6). Se pueden observar los excepcionales paisajes de Peña Furá, muy soleado, y el más sombrío del Cantu la Cruz. Cuando se llega al Santuario de Bendueños aparecen las vistas del Alto del Teso y del valle del río Huerna, que son muy atractivas. Para ver el monasterio hay que pedir la llave en la última casa de la izquierda del camino, en el mismo pueblo de Bendueños y devolverla en el mismo lugar.
Para los cicloturistas esta subida representa uno de los «muros» cortos pero «duros» de Lena. Tiene una longitud de 3000 m y una ascensión de 274 m, lo que da una pendiente media del 9,13 %. La pendiente máxima es del 24 % durante 80 m y el coeficiente de dificultad APM de 122. Los últimos 500 m son descendentes y el piso es aceptable en todo el recorrido, incluso para bici de carretera. También puede accederse al santuario desde el pueblo de Sotiello, en el fondo del río Huerna, por un camino que solo es para subir a pie. Angosto y muy empinado en algunas zonas, resulta muy gratificante ver cómo se gana mucha cota en poco recorrido, apareciendo paisajes espectaculares, totalmente diferentes según la cota alcanzada.

## Historia

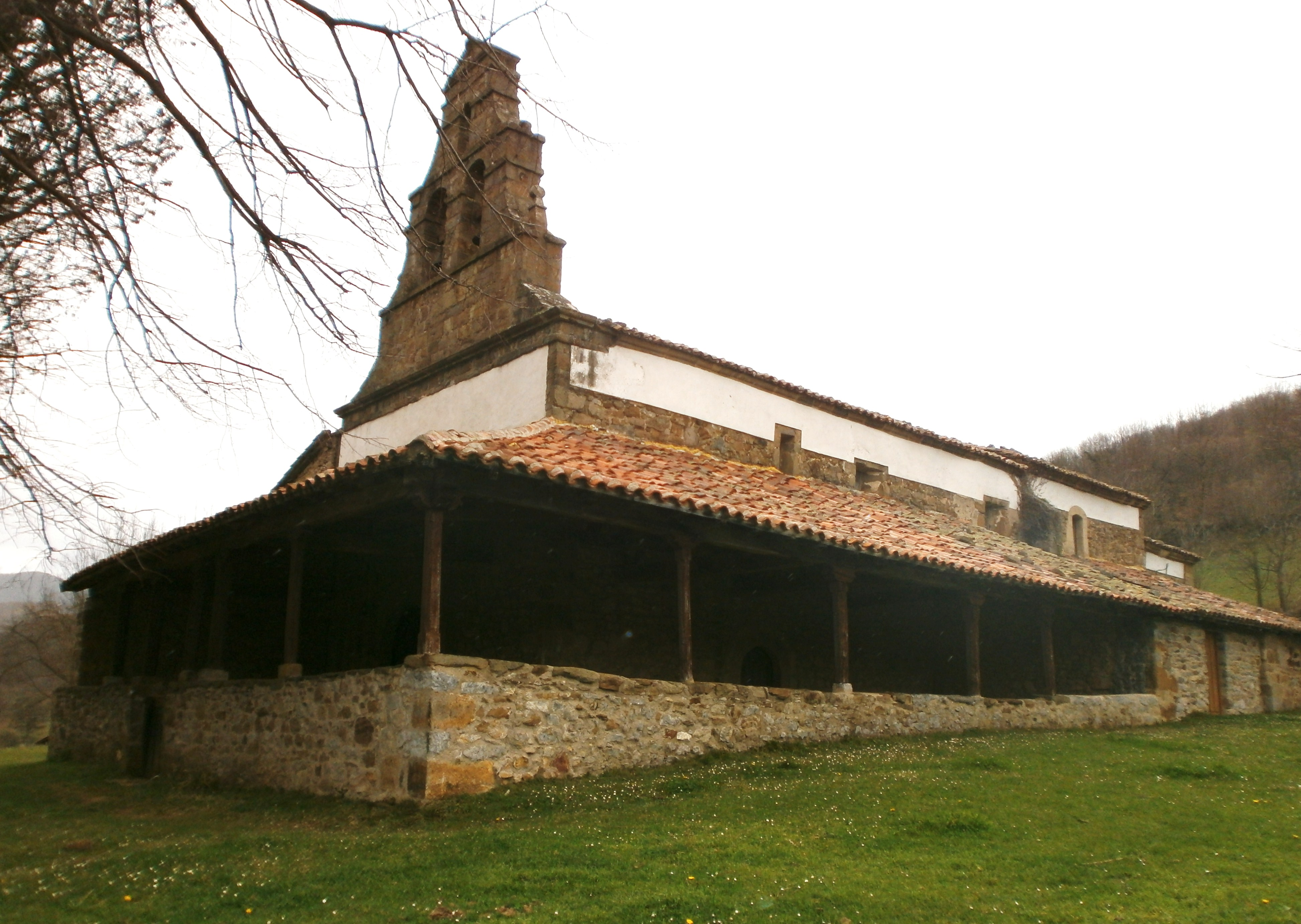
Vista exterior noroccidental.

La tradición oral dice que en este lugar estuvo situado un templo dedicado al dios Vindus, de origen galo, que fue latinizado como Apollo Vindonnus o Vindonnus a secas, pero la realidad es que los primeros datos documentados del santuario se remontan al año 905 ya que está citado en el «Liber Testamentorum» que se encuentra en el archivo de la catedral de Oviedo, fechado el 20 de enero de ese año, por el que el rey Alfonso III y la reina doña Jimena donaban una serie de monasterios, villas e iglesias a la Iglesia de Oviedo, entre ellos el Monasterio de San Clodio y la villa de Herías. El «Liber Testamentorum» dice literalmente: Inter fluminae Ornam et Lenam eclesiae Sanctae Mariae de Uendonios (iglesia de Santa María de Vendonios entre los ríos Huerna y Lena). Este documento cita también a la iglesia de Santa María de Castiello, la de Santa María de Campomanes y la de la villa de Herías entre otras más. Desde entonces empezaron a resonar en la historia de esta comarca lenense los acentos del fervor mariano al pronunciar las palabras eclesial Sanctae Mariae de Vendonios.

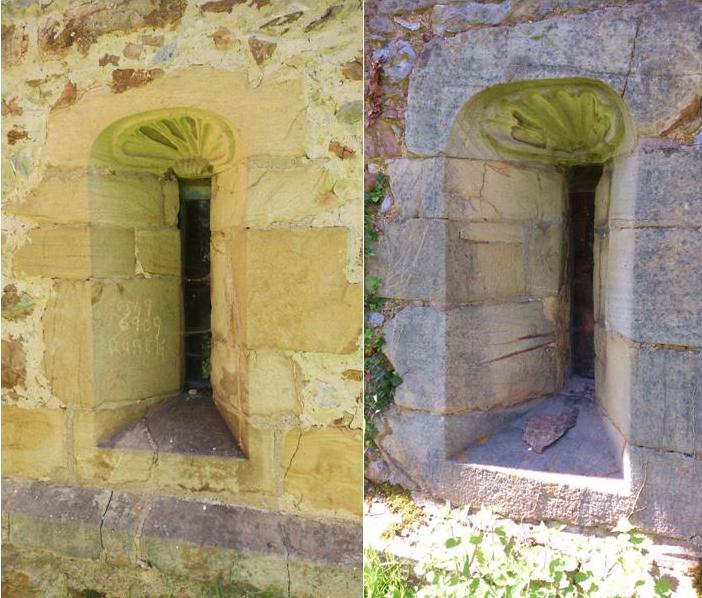
Ventanas con una concha de peregrino labrada en piedra en la clave.

Parece probable que el santuario tuviese algún vínculo con el monacato de la zona de Lena, a lo que Juan Menéndez Pidal hizo la siguiente referencia: «Cinco monasterios, probablemente de la orden de san Benito, situados en diversos puntos de la comarca, indican otros tantos centros de población. Sus monjes, de igual modo que Fromistano en Oviedo y san Félix en Obona, a la vez que roturaban eriales, surcaban los límites de un poblado. San Pedro y san Pablo de Felgueras (hoy santa Cristina de Lena), santa María de Parana, san Claudio de Herías, san Eugenio de Moreda y santa Eulalia, eran los nombres de estos monasterios y, aunque no se conoce la fecha de su fundación, como a casi todos se menciona en documentos de principios del siglo X (año 905), es casi seguro que en el siglo IX ya existían».
Sobre el pueblo de Bendueños y su santuario está la Peñasca Xulives, antiguamente muy respetada porque creían que tenía una atracción especial, de origen sobrenatural, sobre los rayos en las tormentas. La ciencia se ha encargado de desmontar esta idea, pues la alta frecuencia de caída de rayos en esa zona, que es cierta, se debe a otros factores de tipo orográfico y geológico. Los vecinos de aquellos tiempos, en los momentos de grandes tormentas, acudían al santuario y, tocando las campanas, rezaban a los pies de la imagen de Santa Bárbara con la siguiente invocación: «detente nube, detente tú, que puede Dios más que tú». La relación entre los nombres de Vindonnus y Bendueños y la procedencia del segundo respecto del primero parece ser una forma de topónimo asturiano de origen indoeuropeo.

## Estructura y arquitectura

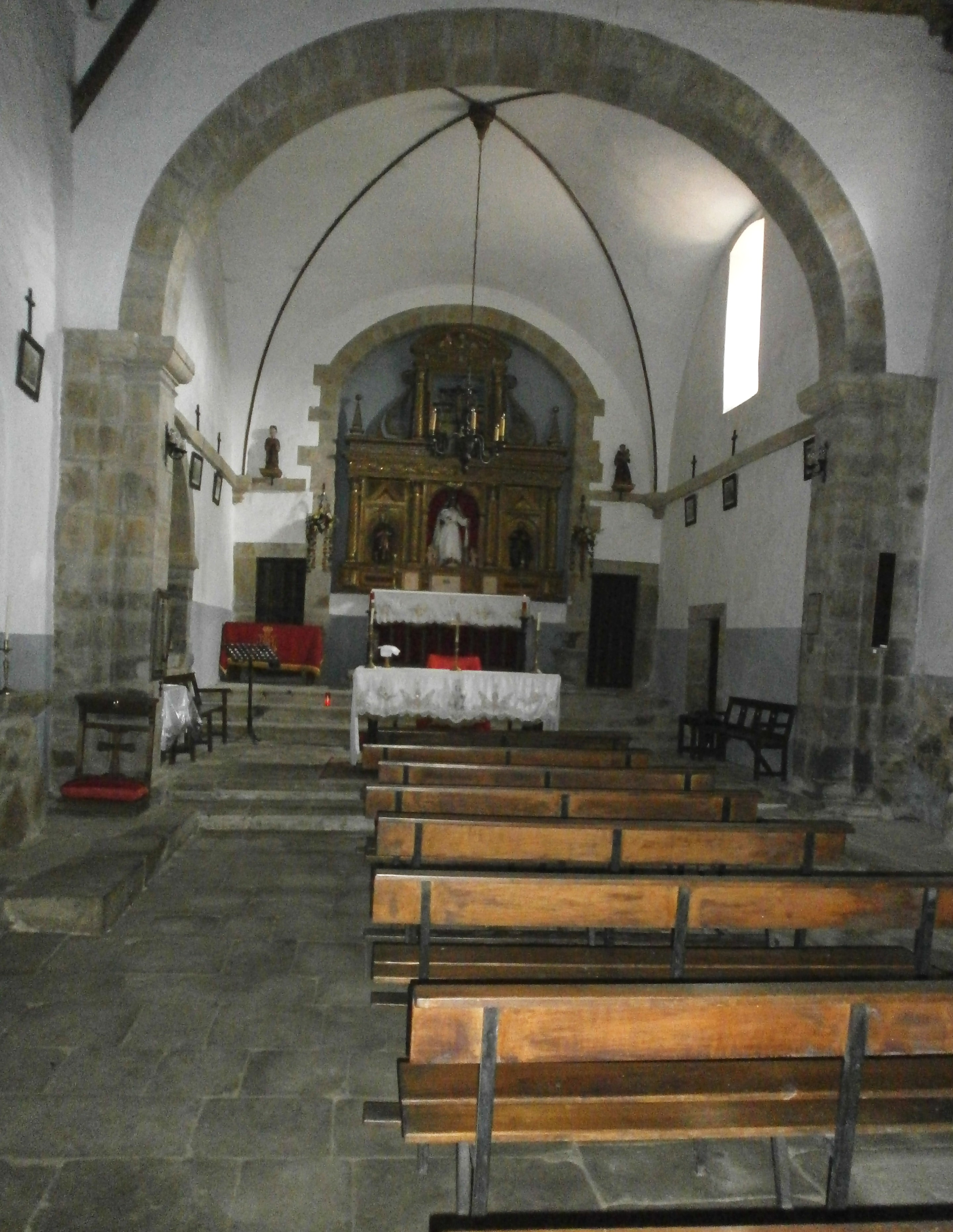
Interior del santuario.

La estructura del santuario parte de la época medieval, y posteriormente se le han ido añadiendo distintos elementos. La iglesia es de estilo gótico tardío, y también ha sufrido varias reformas, con un camarín o camerín consistente en un pequeño y rústico recinto añadido que tiene pinturas del siglo XIV. La imagen de la Virgen María, que data de la misma época que el santuario, lleva una corona de plata y un manto rojo, si bien en la actualidad los cofrades y vecinos han sufragado otros mantos de diferentes colores. En 1988, tanto el santuario como su entorno fueron restaurados, también las imágenes de la Virgen y de Santa Bárbara, así como el retablo.

### Primeros datos
No se sabe con certeza si el santuario existente conserva algún elemento de aquella iglesia prerrománica. Algunos historiadores afirman que la portada románica y los capiteles de la iglesia de san Antolín de Sotiello  proceden de aquella primitiva iglesia de Bendueños. Otros afirman que estos elementos arquitectónicos proceden de un edificio situado en la aldea de Alcedo de los Caballeros, próxima a Bendueños y totalmente desierta en la actualidad, donde la Orden de los Caballeros Templarios —fundada en 1118 y cuya misión era custodiar y ayudar a los peregrinos— tenía un edificio. Según esta hipótesis, la iglesia de Bendueños podría haber sido un lugar para descanso y oración de los peregrinos que se dirigían hacia la catedral de San Salvador de Oviedo y realizaban el Camino de Santiago.

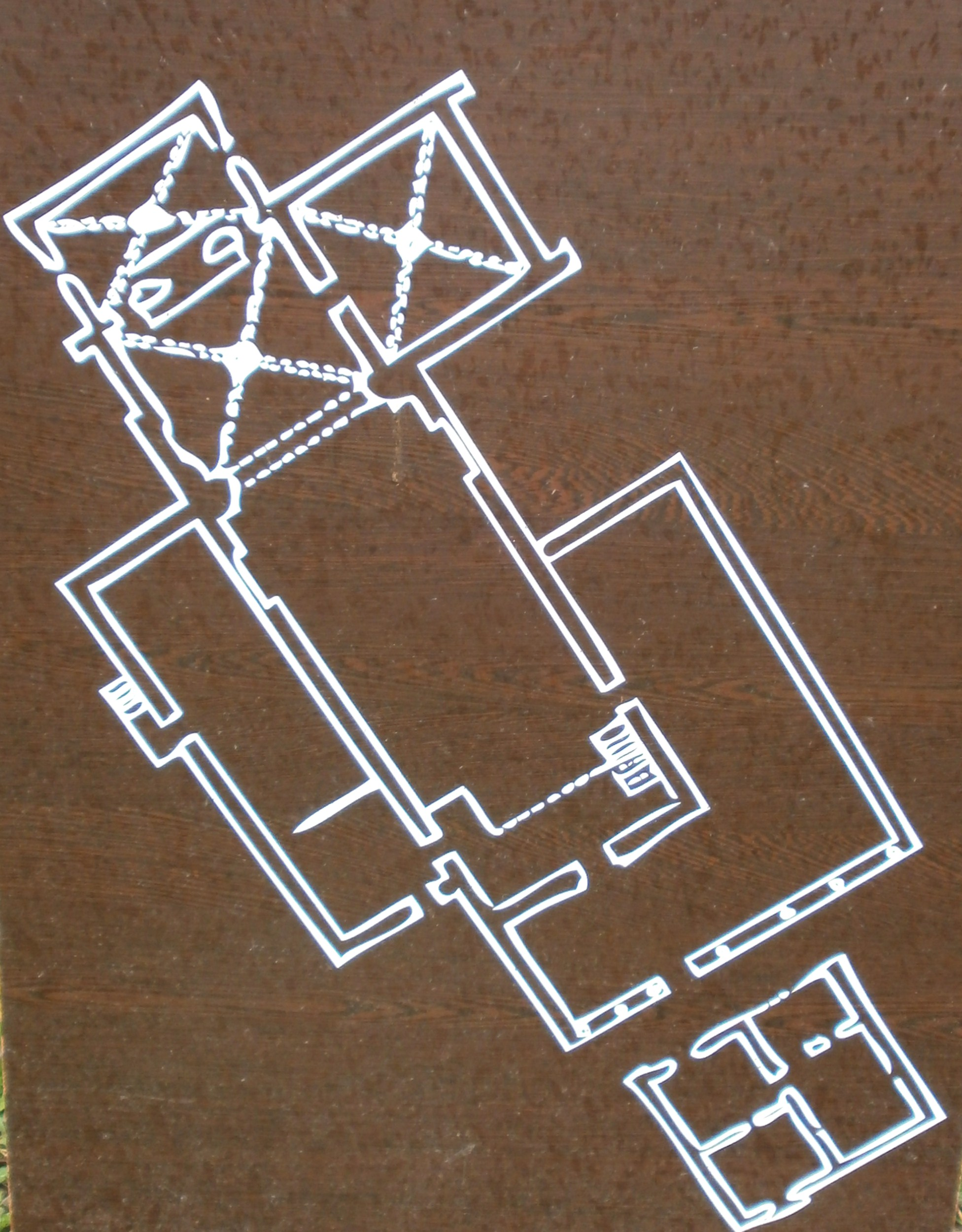
Plano de planta del santuario.

No se puede asegurar mucho más acerca del destino de los restos primitivos de Bendueños. Si bien es verdad que la parroquia de san Antolín aparece en el Libro Becerro de la Catedral de Oviedo, también es cierto que fue introducida mucho más tarde, en el siglo XVI, por Tirso de Avilés cuando éste revisaba la estructura parroquial de la diócesis. Por otro lado, se tienen noticias de este templo como parroquia por la relación que hace el obispo Diego Aponte Quiñones, por lo que no resulta extraño que el edificio sea del citado siglo XVI y que se hubiesen incorporado a éste ciertos restos de la primitiva iglesia de Bendueños.
Sobre los cimientos del primitivo templo se edificó en el siglo XVI el actual santuario, que consta de una sola nave no muy grande con un coro a los pies, en altura, camarín o «camerín», sacristía, pórticos al norte y al oeste y campanario. A la izquierda de la nave está adosada la llamada «Casa de la Cofradía» y, a la derecha, junto al presbiterio, está la sacristía. La capilla dedicada a San José ha desaparecido, pero se conserva la talla policromada del santo con el Niño Jesús.

## Las edificaciones del santuario

### La iglesia
La iglesia fue terminada en 1581 y constaba de los siguientes cuerpos: pórtico, nave principal, púlpito, coro, altares colaterales, confesonarios, capilla de san José, capilla mayor, sacristía y capilla del camarín. La «Casa de Cofradías» está adosada a la iglesia y tiene cocina, un amplio salón de reuniones que comunicaba con el coro y, debajo de ella, la caballeriza. Frente a la iglesia y separada, está la «Casa de Novenas». Los datos y pasajes más relevantes que se encuentran en el «Libro de fábrica» del santuario, sobre el que se han hecho importantes estudios, dicen así:

«Año de 1581. Se remató la obra y capilla de Nuestra Señora de Bendueños por el Lizdo. Pedro Álvarez Ronzón en 968 ducados y dicho Lzdo. la cedió en Gutierre de Bueja, vecino de Secadura, en la merindad de Trasmiera».

### Altares colaterales

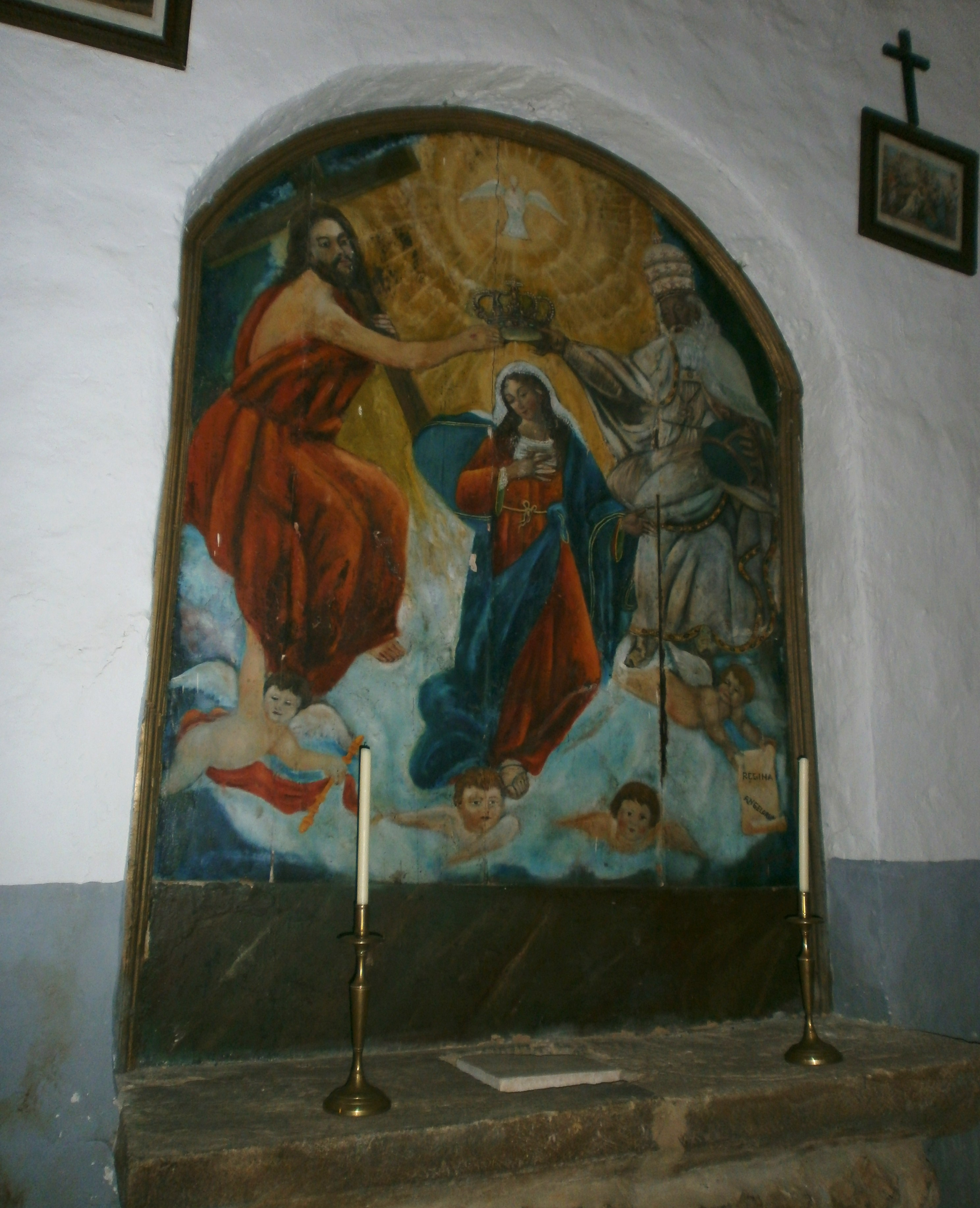
Mural de la Coronación de la Virgen.

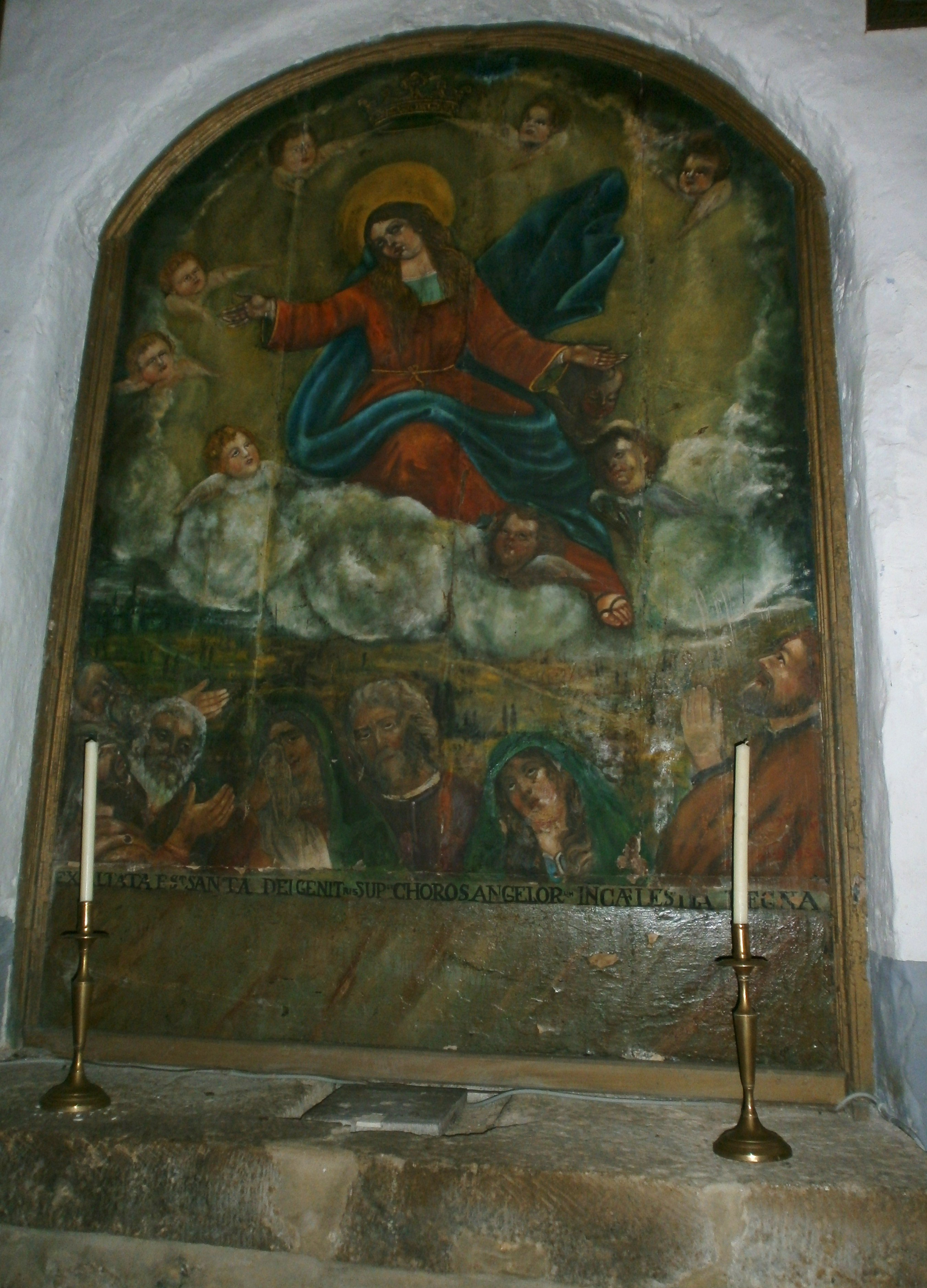
Mural de la Asunción de la Virgen.

En 1685 se construyeron los dos altares laterales de la iglesia, siendo el maestro carpintero el «entallador» de Vega del Ciego Francisco Álvarez, como indica el «Libro del Santuario» en su folio 39:

(...) al que le dieron 100 reales y lo demás que merecía, considerando la pobreza de la ermita, se lo perdonó...

 Con otros 400  reales se pagó al pintor Jerónimo de la Cassa por las pinturas de ambos colaterales y por los frontales. En estos altares hay sendos frescos, uno que representa la Asunción de Nuestra Señora, que tiene la siguiente leyenda en latín: exaltata est, sancta Dei Genitrix, super coros angelorumin coelestia regna; y otro que representa la Coronación de la Santísima Virgen como reina de los ángeles y tiene la siguiente leyenda: Regina Angelorum. El «Libro del Santuario» dice textualmente en su folio 39:

Más quinientos rs., que costó el hacer los dos colaterales, que ay en dicha ermita; los cien rs. los llevó Francisco Suárez, entallador, vezino de Vega del Ciego, por el costo de la madera, que fue 23 rs. Y 77 días que ocuparon en dicha obra y ermita él y un criado, que lo demás que merecía, considerando la pobreza de dicha fabrica, se lo perdonó. Y los 400 rs. los llevó y pagó dicho mayordomo a Jerónimo de Cassa, pintor, por la pintura de dichos colaterales y frontales, según se mandó, abiendose puesto en manos y en presencia de los Señores Don Sebastián Bernardo de Quirós y Don Sebastián Bernardo Miranda».

 Su estado de conservación es excelente, ya que su último rector, Salvador Tejedor, se ocupó de que así fuera.

### Enlosado de la iglesia
Al año siguiente (1686) se llevó a cabo el enlosado de toda la iglesia, y de ello se tienen noticias por lo escrito en el Libro del Santuario, que dice:

(...) más, importó la obra y fábrica de las losas, que se hizo en dicha ermita 900 rs., según la vio y mandó Francisco de la Borbolla, maestro de la facultad, de los cuales dio dicho mayordomo, 300 rs. de recargo, que los otros 570 rs. Los anticipó Dn. Sebastián Bernardo de Miranda, por hacer una buena obra y servicio y es declaración que no se haya de hacer cargo al mayordomo de los diez ducados que paga el dicho Don Sebastián, hasta que sea satisfecho su anticipo.

Este enlosado es el mismo que existe en la actualidad.

### Capilla mayor
No se sabe cómo estaba construida la capilla mayor que en la actualidad está cubierta mediante una bóveda de arista. Sin embargo, se sospecha que, dado que dos claves de las bóvedas de lacería están montadas en dos casas del pueblo, éstas pudieran haber sido las que pertenecieron a la iglesia, y que debió quedar arruinada por la caída de algún rayo de los muchos que caen en la zona, como se indicó al principio del artículo. Debió ser en esta época cuando se colocó la imagen de santa Bárbara sobre el arco situado en la fachada principal de la iglesia. Es necesario hacer referencia especial a que la gran devoción que se tiene en esta zona a santa Bárbara es muy anterior a que estos lugares tuvieran las muchas explotaciones mineras que han existido. La razón de la devoción es que a este santuario pertenece la talla de santa Bárbara más antigua conocida, como la casi totalidad de las imágenes románicas. Santa Bárbara tiene una actitud estática, sedente y frontal.

### Capilla de san José

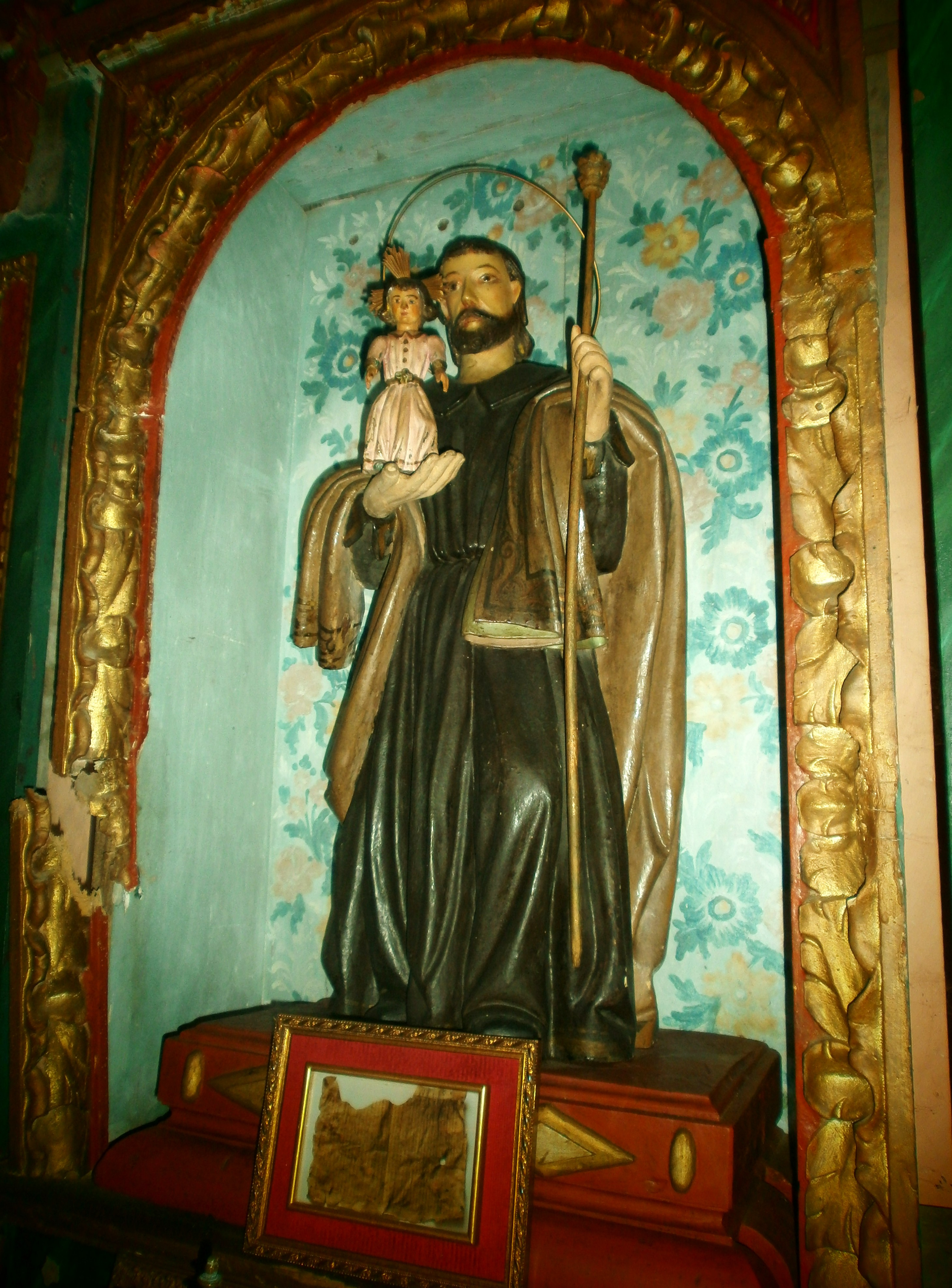
Estatua de San José y el Niño.

La capilla en honor del  «Glorioso San José», que así se la llama, se levantó en 1721, incorporándola al resto del templo, ya construido. El Libro del Santuario aporta datos muy concretos acerca de su construcción, relatándola textualmente de la siguiente forma:

(…) habiéndose compuesto la capilla que está al lado del evangelio en la capilla mayor de dicha iglesia, que estaba a pique de arruinarse, estaba sin imagen ni adorno, por lo que suplicó el mayordomo a la Cofradía el que se hiciese un «San José Patriarca», con su Niño de bulto y atendiéndose a su necesidad y para aumentar y fomentar su devoción acordaron se hiciese y dorase dicha imagen a costa de la cofradía.
Libro del Santuario

 El retablo se realizó en el año 1772, y a continuación se hizo la imagen, que aún se conserva, «obra de Julián Álvarez Terrero, de Quirós, al que le pagaron 120 rs. Más otros seis por traerla desde Quirós hasta las Puentes». La misma cantidad se abonó a Toribio, de Nava, «por la pintura y doradura de dicha imagen».. A los tres años de haber sido construida la capilla, en 1724, Tomás José Ruiz Montes, arzobispo de Seleucia y también obispo de Oviedo y obispo electo de Cartagena, concedió unos beneficios espirituales en modo de indulgencias, cuyo contenido dice textualmente así:

40 días de indulgencias a todas las personas que rezaren un pater noster y ave María al gloriosísimo San Joseph, en el altar nuevamente erigido al santo Patriarca en la referida ermita y también 40 días de indulgencias a todos los que celebraren el santo sacrificio de la Misa o dieren limosna para que se celebre alguna en honra y culto del benditísimo Sr. San Joseph en dicho altar.
Libro del Santuario

 En la actualidad solo quedan restos de la capilla.

### El Camarín

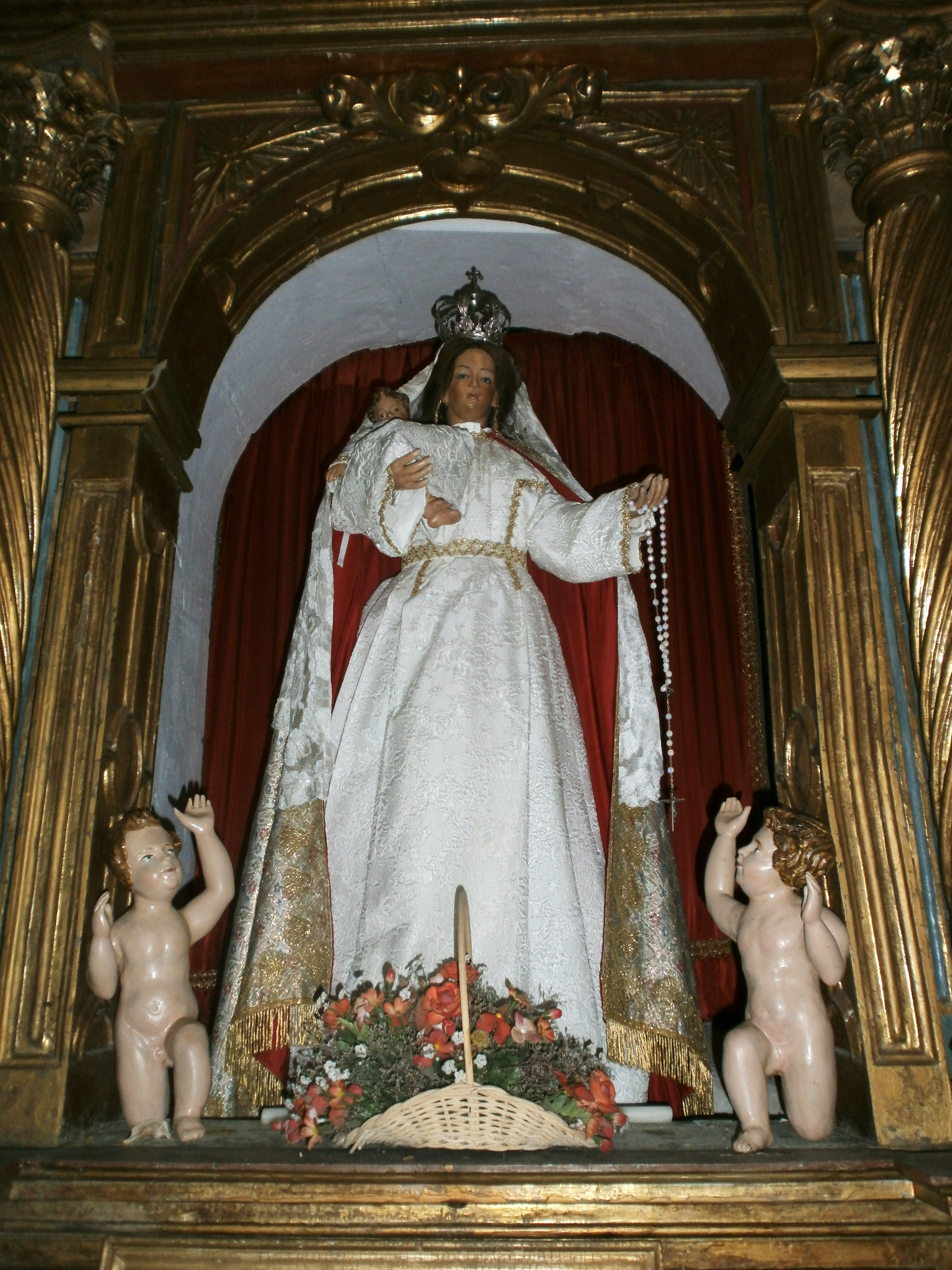
Camarín de la Virgen.

En el Libro del Santuario hay datos de que en 1702 ya se estaban realizando las obras del camarín o «camerín». Como el frontal es transparente, los días solemnes se puede venerar a la Virgen desde toda la iglesia, mientras que el resto de los días se podía hacer con más intimidad en el altar que hay bajo sus pies, dentro de la capilla del «camarín». El maestro cantero fue Pablo de Cubas, al que en 1704 se le pagaron 482 rs por las obras del camarín y ciertas mejoras en el altar mayor. Esta cantidad se consiguió mediante las «limosnas de la hermandad» y de la «soldadesca», especie de pantomima que se llevaba a cabo el martes de Pascua de Pentecostés de cada año, y cuyo objetivo era el de recaudar fondos para las obras y mantenimiento del santuario. Acerca del costo y pago de las «doraduras», lo mejor es exponer textualmente el acta que Juan de Lozana Valdés, arcipreste del partido, y Alonso Rodríguez Alfonso, cura de Herías, firmaron en el campo de Bendueños el 27 de mayo de 1710:

(…) por llamamiento de Toribio Fernández, maestro de dorar y pintar, para que aquellos señores mandasen la pintura y doradura de el retablo y de el camarín de N.ª S.ª de Bendueños, mediante que dicho Toribio Fernández y yo, el mayordomo, convinimos por escritura que dicho maestro ejecutara la obra y se ajustaron en 1100 rs. con la fábrica de un frontal, que a dicho camarín pintado al óleo con las mejores pinturas ha de poner dicho maestro». En 1713 se doraron las vidrieras, que se conservan hasta la actualidad.

En el camarín se pueden ver varias pinturas que muestran a san Francisco de Asís y las efigies de san Jerónimo, san Ambrosio y santo Tomás de Aquino, doctores de la Iglesia. Por los escudos de los «Bandujo» hallados en las ménsulas que recogían la crucería primitiva parece que pudo haber sido una capilla privada de esa familia.

### Retablo mayor y reja

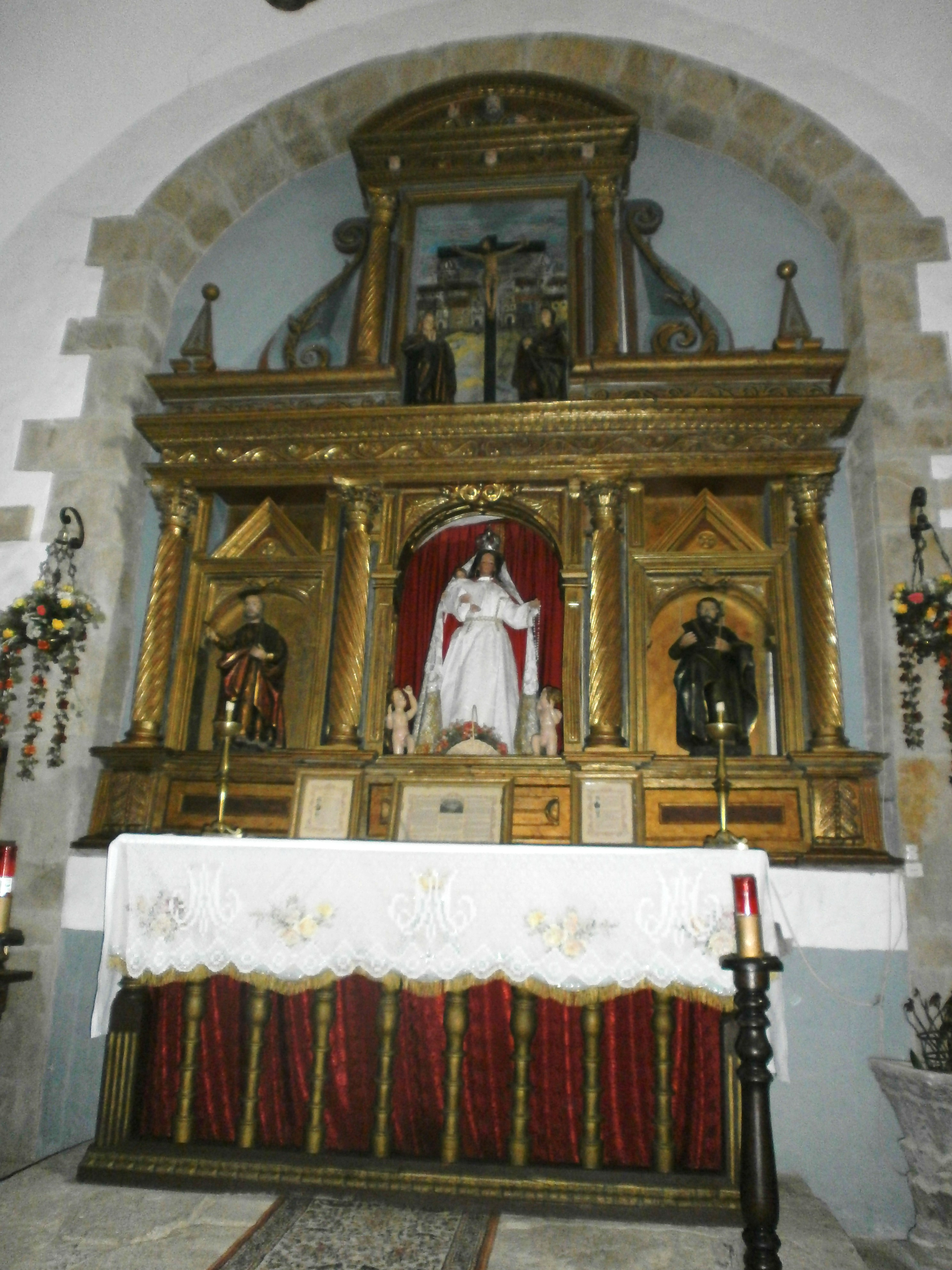
Altar mayor y retablo.

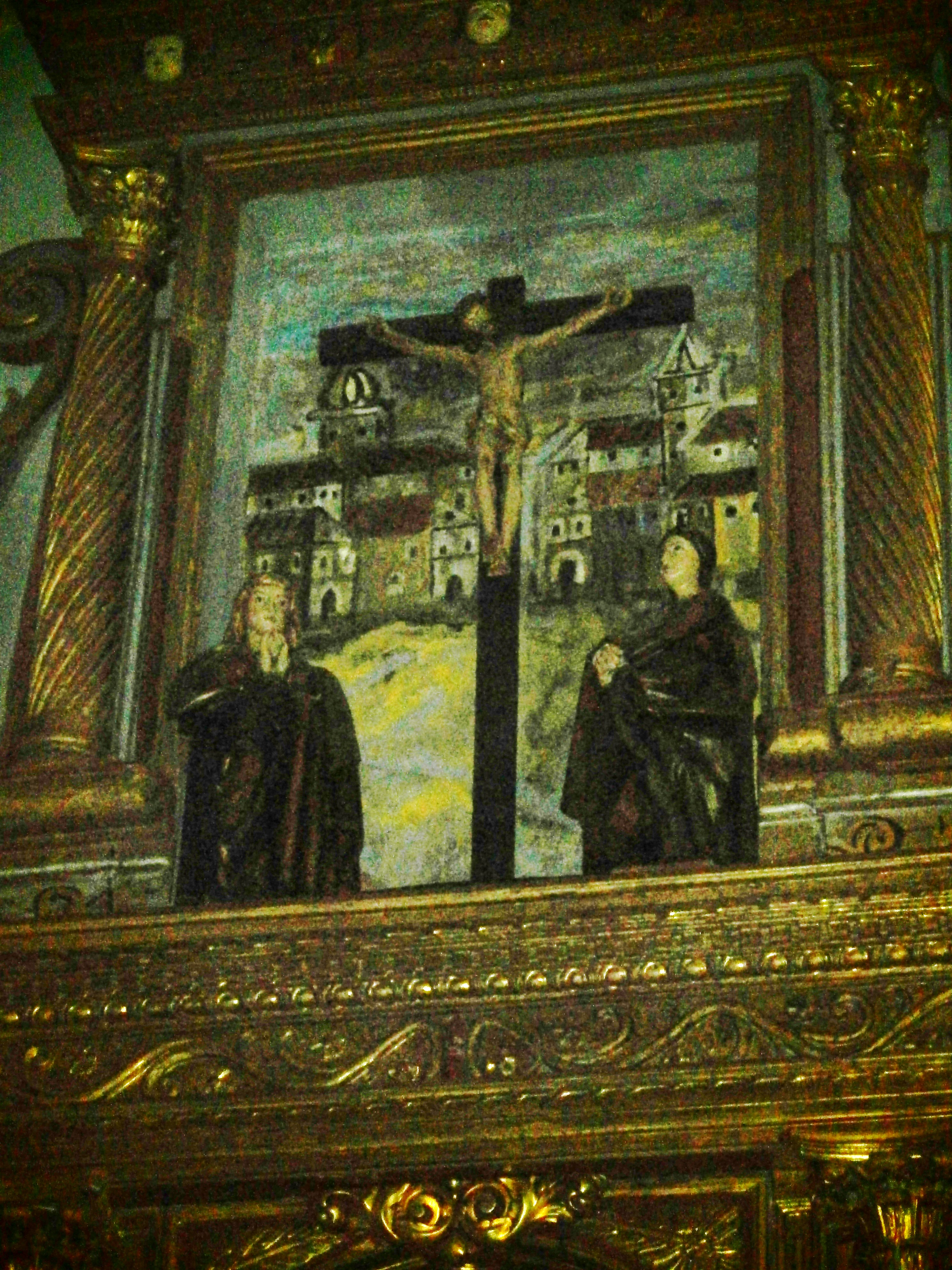
Jesús en la Cruz.

Según consta en el Libro del Santuario, el retablo primitivo de la iglesia debió ser sustituido hacia 1722, ya que en el citado libro se indica textualmente:

(...) por cuanto su merced reconoció que el retablo que está en la capilla mayor embaraza la vista y lucimiento de la imagen, dio comisión al cura y mayordomo, para que lo puedan mandar hacer nuevo o comprarle, si hay razón, y se pueda vender el que se tiene si hay conveniencia.
Libro del Santuario

La capilla actual, donde está situado el retablo mayor, en su día estuvo separada del resto de la nave, que normalmente era la que ocupaban los fieles, por una reja de madera de la que aún quedan restos en el arco donde estuvo empotrada y otros trozos arrinconados en el «Camarín». En el siglo XVIII se tomó la decisión de poner una cerradura en la puerta que tenía la reja en su parte central, al objeto de poder abrirla para que los peregrinos que llegasen pudiesen permanecer en la nave central y divisar la imagen de la Virgen sin, por ello, quitar la intimidad que tenían la capilla mayor y el «Camarín», así como los dos altares colaterales. En esa misma época se pusieron cerraduras en el acceso a las campanas para que solo el sacristán pudiera tener acceso a ellas. Según figura en el Libro del Santuario, en 1720 se pagaron «tres rs.» por las cerraduras de la reja y del campanario. Corona el retablo una pintura de Jesús en la cruz con su madre y otra mujer a los pies.

### La sacristía
La sacristía actual tiene elementos estructurales tales que hacen pensar que han debido formar parte de los elementos más antiguos del santuario. Gracias a estos elementos se deduce que debió estar cubierta con una bóveda de arista que no resistió el paso del tiempo. Solamente permanecen los cuatro arranques de dicha bóveda, que tienen el signo distintivo de tener grabado el escudo de la Casa de Campomanes, en el que figura un lobo cruzando delante de un sauce. El «Libro del Santuario» deja el dato de que en 1688 se pagaron tres ducados a Francisco de la Borbolla por abrir un hueco en piedra labrada para que sirviera de ventana a la sacristía. Posteriormente se le añadieron tres rs. más por «dos rejas que se echaron a las ventanas». En la actualidad hay dos ventanas al exterior que destacan por tener en la parte superior, coronándolas, una gran «vieira» del peregrino talladas en la piedra, que pudieran ser éstas, si bien carecen de reja.
 Debido a los escudos de la casa de los Bandujo que hay en la sacristía hace pensar que en su día esta sacristía era una capilla privada de esa familia.

### El campanario
El campanario, muy esbelto, lo construyó Pedro Nieto, vecino del cercano pueblo de Vega del Ciego en el año 1703. Por este trabajo percibió siete ducados que «hubo de costo el aderezo y hechura del campanario, que se hizo de nuevo». La campana mayor se fundió en 1706 después de haber fundido «la existente en el santuario, que se había desgraciadamente hendido y roto y, después de las mermas, se ajustó en 200 rs. que se dieron a D. Andrés de Biadero, maestro de hacer campanas». Posteriormente, en 1721 se encargó la escalera para acceder a las campanas a Isidro de Nieves.

### El pórtico o cabildo

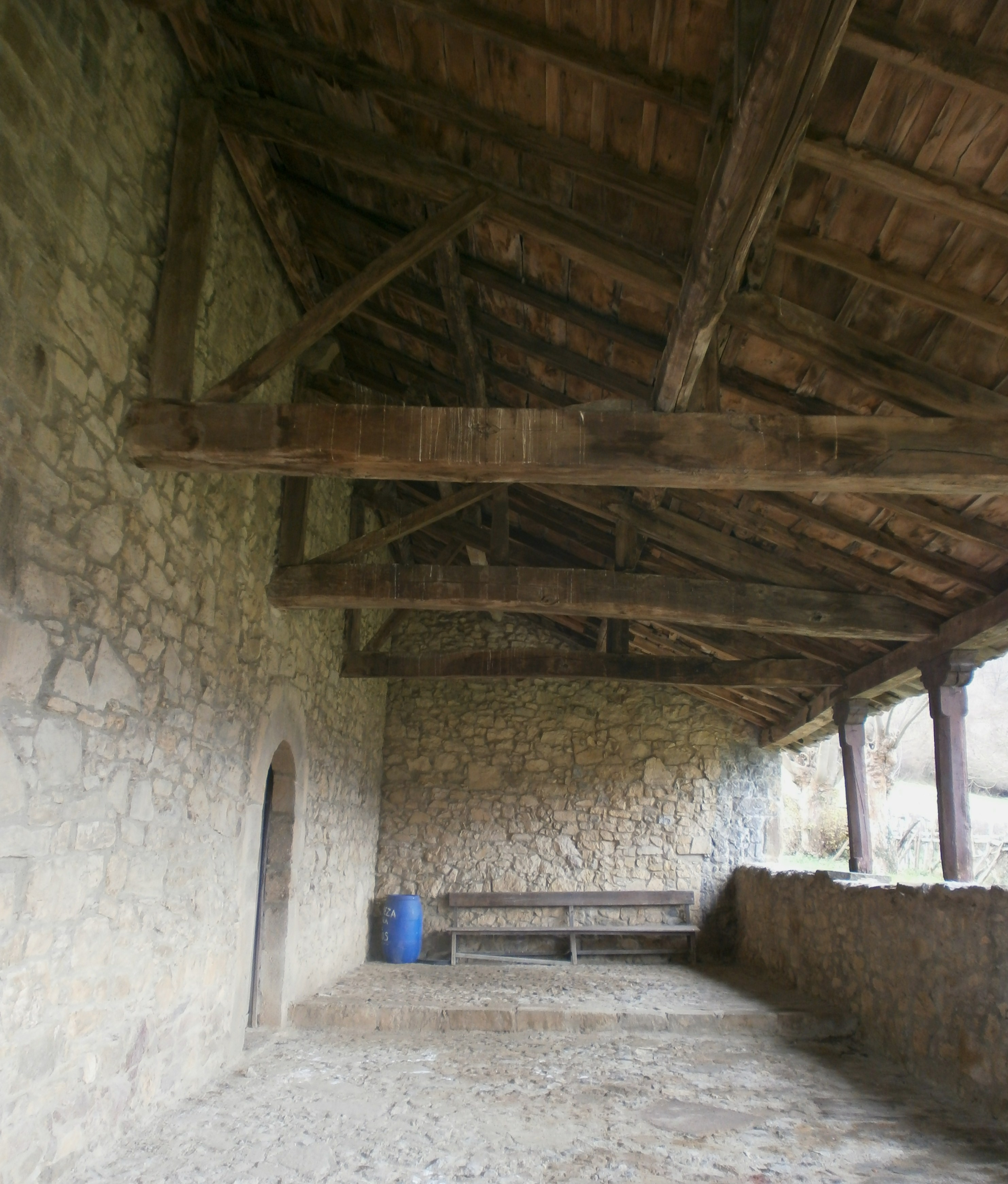
Atrio o cabildo.

El Santuario de la Virgen de Bendueños tiene, al igual que otros santuarios en los que hay gran afluencia de peregrinos, un amplísimo cabildo para acoger a los romeros y devotos, sobre todo en las grandes festividades en las que en la iglesia no caben y tienen que seguir los actos litúrgicos desde este pórtico. La segunda función del pórtico es la de proteger la bella portada de estilo renacentista, a la vez que realza la monumentalidad del templo. Respecto a su construcción, existe un dato muy concreto y fidedigno como es el Libro de rendición de cuentas del mayordomo que data de 1744, y que dice textualmente así:

(...) quinientos sesenta y seis reales de vellón, que se entregó al maestro de carpintería, que hizo el portal de dicho santuario, que junto con 330, que devotos dieron para ayuda de esta obra, componen 896 reales de vellón y la obra del portal, sin una parte que se le añadió, fue rematada por sus edictos y en menor postor en 780 rs. y lo añadido se ajustó con dicho maestro, que componen la cuenta de 896.

También se construyó en la misma época, adosado al cuerpo de la iglesia, una bodega para poder situar las arcas de la cofradía destinadas a almacenar «arvejos» (guisantes en bable) y pan, especies con las que contribuían fundamentalmente los devotos de la Virgen. Por la construcción de esta bodega, de cantería, se abonaron 154 reales el mismo año de 1744. En la actualidad, este recinto acoge un pequeño cementerio.

### La casa de las novenas

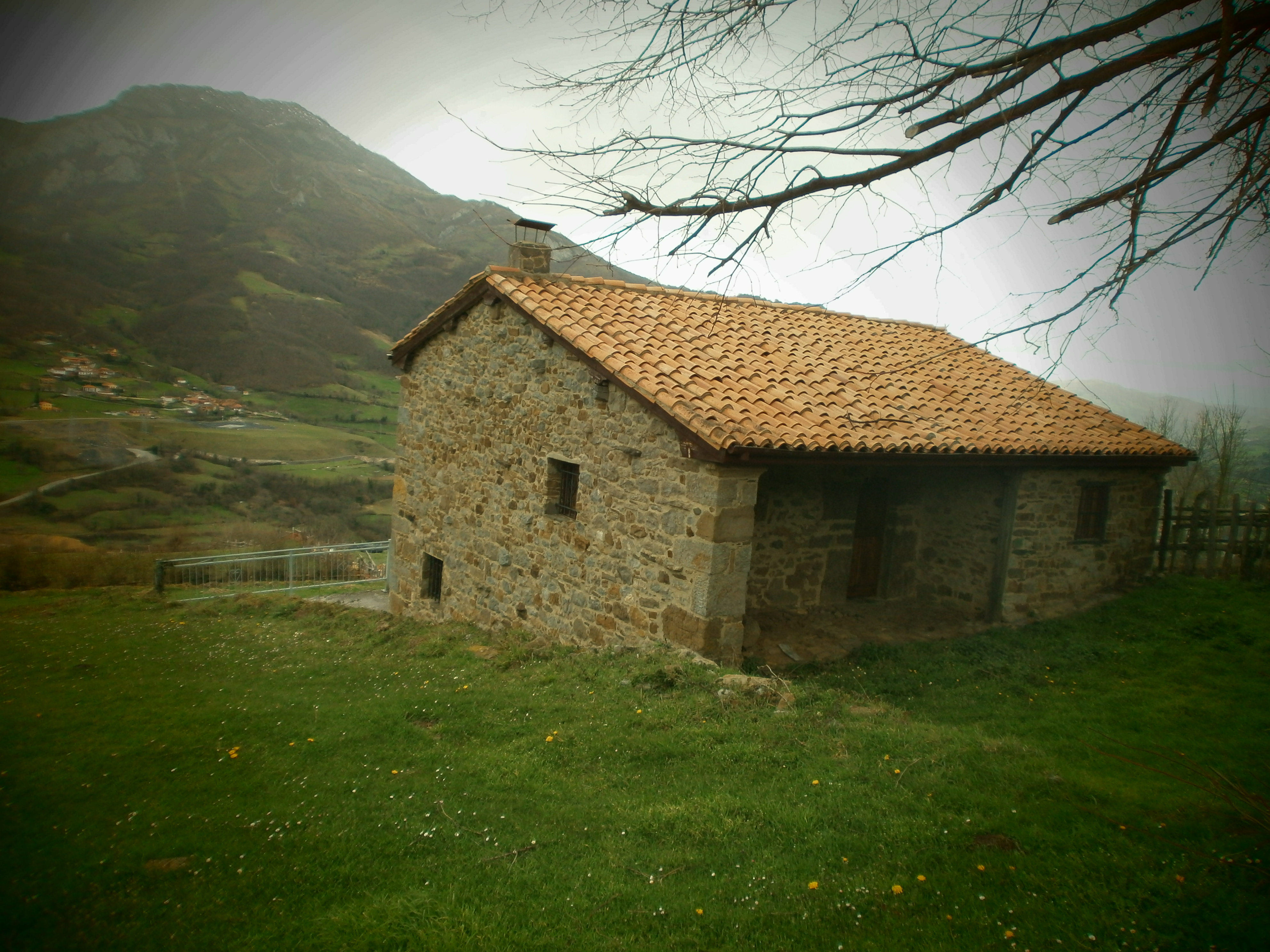
Casa de novenas.

Desde finales del siglo XVII se tienen noticias de la existencia de una pequeña «Casa de Novenas» que habitaba el ermitaño cuidador del santuario, que también tenía las llaves junto a los curas de Campomanes y Herías. La casa daba cobijo asimismo a los peregrinos que visitaban el santuario o que permenecían durante uno o varios días de la novena, que se celebraba en épocas y fiestas litúrgicas señaladas. Igualmente la usaba la cofradía sacerdotal cuando era necesario. A principios del siglo XVIII (1702) se realizó una ampliación importante, encargando su ejecución al cantero Pedro de Venero. La obra se concluyó en 1741.

### Cajonería de la sacristía y confesionarios
La cajonería que se hizo para guardar los ornamentos del santuario es una obra de arte en nogal repujado, y tiene cajones de tres tiradores y dos alacenas con molduras. Intervinieron dos personas: los cajones de tres tiradores y molduras estuvieron a cargo de Juan González de Noriega, mientras que el carpintero de todo el conjunto, incluida la talla, fue obra de Alonso Álvarez, «entallador» del concejo. Esta obra, que les fue encargada en 1699, se terminó en 1701. El Libro del Santuario también aclara los detalles de esta obra, así como el importe económico de la misma, y señala textualmente: 

(...) la madera de nogal curada y serrada para todo el cuerpo de dicho cajón y la peana que fue de castañal se estimó en cien reales; los clavos y las cuatro bisagras de codillo para las alacenas costaron por junto 14 rs.
Libro del Santuario

 El maestro herrero del concejo, Melchor Martínez, se encargó de hacer los cuatro aldabones para los tiradores, que resultaron ser unas piezas de fina herrería. Por todo ello se le pagaron 16 rs. Los confesonarios están muy unidos a la vida del santuario, pues en ellos se confesaban los devotos y peregrinos para ganar las indulgencias correspondientes. Hay tres confesionarios «apinazados» que fueron construidos en 1721. Por ellos y alguna obra más en el santuario se pagaron a Francisco Nieves 700 rs.

## La Capellanía
En 1724, Catalina Bernaldo de Quirós y su hijo, Sebastián Bernardo, que eran vecinos de Campomanes, fundaron en el Santuario de la Virgen de Bendueños una «Capellanía» bajo la advocación de la Virgen de Bendueños. El cura que fuera en cada momento el capellán de ella, tenía la obligación de decir nueve misas en el altar mayor del santuario los días de festividad de la Virgen María.

## Cofradía sacerdotal del Santuario
La cofradía sacerdotal del Santuario de la Virgen de Bendueños era una asociación o cofradía que fundaron los sacerdotes de la comarca asturiana de Lena —y algunos que no tenían sus parroquias en ella— en 1620, siendo papa Paulo IV, para ayudarse tanto desde el aspecto material como el espiritual y el social. En aquella época el aislamiento de los curas rurales era enorme, y de alguna manera necesitaban estar unidos y reunirse con cierta frecuencia —en la medida de lo posible—, también para recibir el sacramento del perdón o confesión, rezar en común, recibir meditaciones, etc.
El Libro de la Cofradía Sacerdotal, único en Asturias, aporta unos datos muy valiosos sobre el Santuario de la Virgen de Bendueños, y muestra de qué manera fue una de las instituciones que contribuyó de forma más importante a aumentar la devoción a la Virgen de Bendueños. Uno de los datos del citado libro, que parece el más esclarecedor, dice así:

Ad maiorem Dei gloriam el honorem Beatae Mariae semper Virginis, sub título de Vendueños. Fundose la Cofradía Sacerdotal de Nuestra Señora de Vendueños el 12 de enero de 1620 gobernando la Iglesia la Santidad de Paulo IV y siendo Obispo de Oviedo el Ilmo. Sr. D. Martín Manso de Zúñiga, Colegial Mayor del Arzobispo, y reinando en España el Sr. Rey Dn. Phelipe Tercero de Austria.

### Fin principal de la Cofradía
Entre los varios fines de la cofradía destacan: fomentar la devoción a la Virgen de Bendueños, entre sus feligreses como entre ellos mismos, prestarse mutua ayuda habida cuenta de la soledad en que vivían, ya que el desplazamiento a otros lugares resultaba largo y dificultoso, ofrecer sufragios por los cofrades que fallecían y, en el plano material, procurar el mantenimiento y la mejora del santuario de Bendueños. La cofradía agrupaba a todos los sacerdotes de los arciprestazgos de Lena de Suso y Lena de Yuso, que abarcaban una extensión mayor que la demarcación del propio concejo de Lena.

### Componentes de la Cofradía
En un principio, la cofradía no admitía cofrades legos, con la única excepción del «Señor de la Casa de Campomanes», vizconde de Peña de Francia, al que impusieron la condición de pagar la comida anual que tenía la cofradía por san Marcos y sufragar tres misas por cada cofrade que falleciese. Los quince componentes de la cofradía están expresamente citados en el folio ocho del Libro de la Cofradía y son los párrocos de los siguientes lugares: Alcedo de San Lorenzo, Cabezón, Campomanes, Casorvida, Castiello, Jomezana, Sotiello, Puente de los Fierros, Herías, Telledo, Tuiza, Llanos de Somerón, Pajares, Piñera y Zureda. A partir del año 1624 se añadieron a esta cofradía los párrocos de Ujo, de San Juan Bautista de Mieres, el de Lindes (Quirós), el abad de Paraná, el capellán de Santa María de la Nieves con sede en el hospital de Vega del Ciego, el cura de Ayones del concejo de Valdés, el cura de Riello, el cura de Cabarcos en Mondoñedo, canónigos de la Catedral de Oviedo y de la Colegiata de Santa María de Arbas y los arcedianos de Babia y de Gordón, ambos de la provincia de León, que en aquella época pertenecían al obispado de Oviedo.

## El ermitaño. Petitorios para el santuario. Comuñas
Como ya se indicó, en la «Casa de las Novenas» situada frente a la entrada principal del santuario, vivía un ermitaño que cuidaba todas las dependencias de la iglesia, así como de sus bienes. También tenía el encargo de recorrer el concejo y otros lugares cercanos, cuyos habitantes eran devotos de la Virgen de Bendueños, para hacer, debidamente autorizado, los «petitorios y recogida de limosnas» que sufragasen las obras extraordinarias del santuario. Para esta labor portaba un «limosnario, cepillo o alcancía» que tenía un relieve tallado de la Virgen de Bendueños y que aún se conserva. En 1669 se pagaron 66 rs. por esta «imagen de pedir». Otro encargo que tenía el ermitaño era la administración y cuidado de los ganados ofrecidos en «Comuña o régimen a la ganancia». Si bien la mayoría de los que fueron ermitaños eran personas honradas y cabales, en algunos casos no fueron muy leales del todo. Este dato es conocido por la nota dejada en el santuario en una visita llevada a cabo en el año 1682 y que dice así textualmente:

Contra Andrés Nieto hermitaño de dicha hermita por cantidad de mrs. y para hacerle cargo a dicho hermitaño, se remataron a dicho hermitaño ciertas obejas, que eran de dicha fábrica y entre ellas se remató con lo mismo un cordero de balor doze rs. y a requisizión del mayordomo presente se lo tuvieron a restituir y, aunque por dichas veces le pidió le restituyere dicho cordero, no lo a echo. Por tanto le manda su merced le restituya otro tan bueno como el referido, respecto a que parece no estar en su poder y por su labor los dichos doze rs. y lo cumpla dentro de quinze días.

## Bienes del santuario
Para el mantenimiento del culto y la celebración de las fiestas establecidas, el santuario disponía de ciertos bienes, como es la finca llamada «Los Fabares» en Vega del Ciego, desde antes de 1680; otra llamada «Puertas» en la heredad de Reconcos en Telledo, pero en este caso solamente la mitad, pues la otra parte correspondía a la iglesia de Nuestra Señora de Telledo. En cuanto a bienes dinerarios tenía doscientos ducados y una renta de cien rs. que había donado Sebastián Bernardo Miranda en 1675. Otra benefactora del santuario había dejado escrito en 1715 lo siguiente:

Doña Mencía Fernández Ladreda ofreció de su devoción por si y por su hijo D. Rodrigo de Miranda Ponce, en el ínterim que este no tomase estado, media hanega de pan en cada un año para la fábrica de Nuestra Señora de Bendueños.

Un bien del santuario que merece una atención especial fue la donación que hizo un vecino del pueblo cercano de La Frecha, consistente en un rosario de oro macizo y coral que había pertenecido a su abuelo, y de esta forma cumplía con su voluntad, pues era muy devoto de la Virgen de Bendueños y ofreció lo más valioso que tenía a quien más quería, a la Virgen de Bendueños. Dado el alto valor material, Salvador Tejedor, que en esa época era abad del santuario, lo depositó en la caja de un banco y entregó el recibo correspondiente a la Junta de la Cofradía de la Virgen de Bendueños.

## Fiestas, devociones y tradiciones

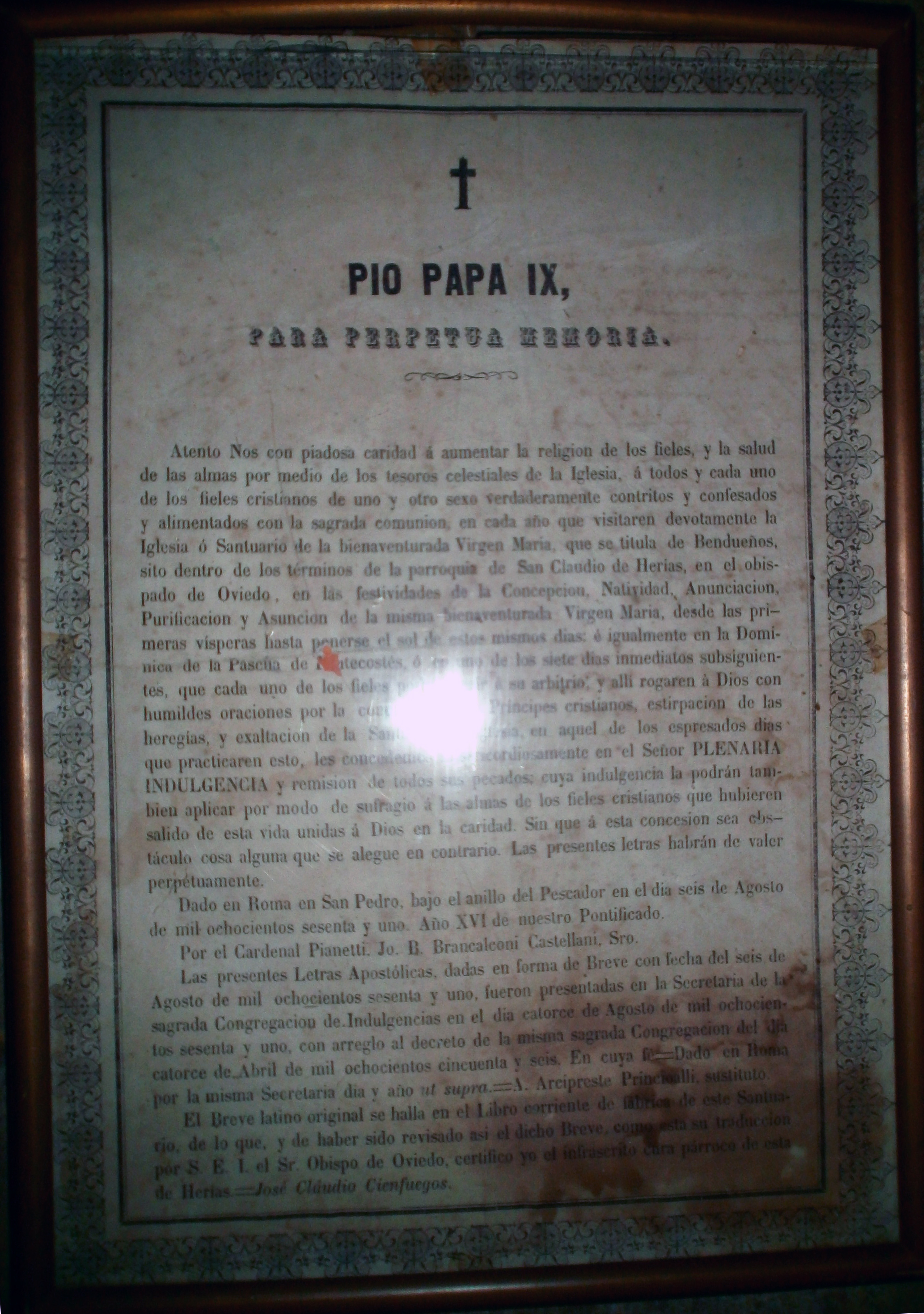
Facsímil de la Indulgencia Plenaria concedida por el papa Pío IX.

Este santuario fue enriquecido espiritualmente con una singular Bula concedida por el papa Inocencio XIII el 3 de septiembre de 1723 a la «Cofradía de Ánimas del Santuario», por la que se declaraba que su altar era «privilegiado para todos los sábados del año, fiesta de los Fieles Difuntos y su octava». Pío IX otorgó un Breve pontificio el 6 de agosto de 1861 por el que se indicaban las seis solemnidades a festejar. En la actualidad se conserva el facsímil de las indulgencias concedidas a los cofrades, que dice así:

Pío papa IX, para perpetua memoria.- Atento Nos con piadosa caridad a aumentar la religión de los fieles, y la salud de las almas por medio de los tesoros celestiales de la Iglesia, a todos y a cada uno de los fieles cristianos de uno y otro sexo verdaderamente contritos y confesados y alimentados con la Sagrada Comunión, en cada año que visitaren devotamente la Iglesia o Santuario de la bienaventurada Virgen María, que se titula de Bendueños, sito dentro de los términos de la parroquia de San Claudio de Herías, en el Obispado de Oviedo, en las festividades de la Concepción, Natividad, Anunciación, Purificación y Asunción de la misma bienaventurada Virgen María, desde las primeras vísperas hasta ponerse el sol de estos mismos días: e igualmente en la Dominica de Pascua de Pentecostés, o en uno de los siete días inmediatos subsiguientes, que cada uno de los fieles podrá elegir a su arbitrio, y allí rogaren a Dios con humildes oraciones por la concordia de los Príncipes cristianos, extirpación de las heregías, y exaltación de la Santa Madre Iglesia, en aquel de los expresados días que practicaren esto, les concedemos misericordiosamente en el Señor Plenaria Indulgencia y remisión de todos sus pecados.

También se conservan los documentos originales utilizados para los rituales de la bendición del agua, de las principales rúbricas de la Santa Misa, etc.
En los siglos XVIII y XIX se celebraban seis solemnidades, como queda visto en el Breve Pontificio del papa Pío IX, siendo la más importante la del Domingo de Pentecostés, es decir, cincuenta días después de la Resurrección de Jesús. Le seguía en importancia la fiesta de la Asunción de la Virgen, el 15 de agosto. Con gran acierto y éxito entre los vecinos de la comarca, el rector del santuario, Salvador Tejedor, introdujo la festividad de santa Bárbara, cuya imagen pertenece al románico asturiano y que se venera en el santuario, ya que este concejo ha tenido en tiempos pasados una gran industria minera y aún hay explotaciones en marcha. Esta es la razón de la unión de los mineros de Lena al Santuario de Bendueños.